# José Manuel Barroso

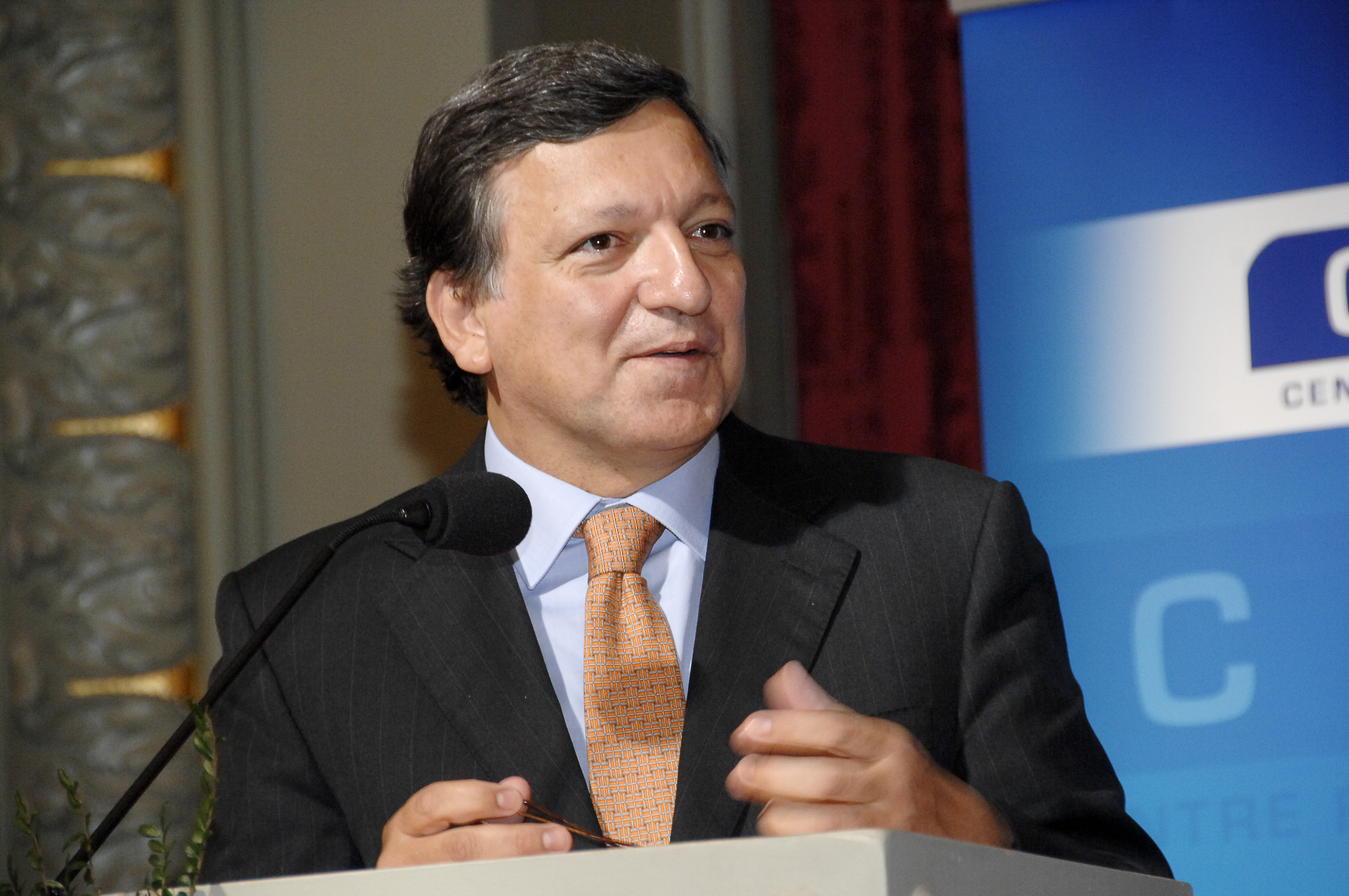
José Manuel Barroso (2009)

José Manuel Durão Barroso [ʒuˈzɛ mɐˈnu̯ɛl duˈɾɐ̃u̯ bɐˈʁozu] anhörenⓘ (* 23. März 1956 in Lissabon) ist ein portugiesischer Unternehmensberater, ehemaliger Politiker (PSD, EVP) und ein derzeit aktives Mitglied im Board Of Governors des International Finance Forum. Von 2002 bis 2004 war er Ministerpräsident Portugals. Von 2004 bis 2014 war Barroso für zwei Amtszeiten Präsident der Europäischen Kommission (siehe Kommission Barroso I und II).

## Leben
José Manuel Barroso studierte Jura und Politikwissenschaft in Lissabon, Florenz und New York und machte seinen Abschluss in Wirtschafts- und Sozialwissenschaft an der Universität Genf (Institut européen de l’Université de Genève). Als Assistenzprofessor spezialisierte er sich an der Universität Lissabon auf Internationale Politik und setzte seine akademische Karriere in Genf und am Political Sciences Department der Georgetown University in Washington D.C. fort, wo er Forschungen für sein Doktorat (PhD) vorantrieb. Nach Lissabon zurückgekehrt, wurde er im Jahre 1980 Direktor des departamento für internationale Beziehungen der Universität Lusíada in Porto.
Neben seiner Muttersprache Portugiesisch spricht Barroso auch fließend Spanisch und Französisch, was ihm bei der Erlangung des Amts als Kommissionspräsident mit der Unterstützung Frankreichs hilfreich war. Barroso gehört der römisch-katholischen Konfession an. Kurz nach seinem Amtsantritt belegte er einen Kurs, um ein wenig Deutsch zu lernen. Bei der Verleihung des Zukunftspreises der Bonner Initiative Forum Zukunft am 29. August 2007 hielt Barroso seine Rede auf Deutsch. Barroso ist mit der Literaturwissenschaftlerin Margarida Sousa Uva verheiratet und hat drei Söhne.
Barroso nahm 2015 an der 63. Bilderberg-Konferenz in Telfs-Buchen in Österreich teil.
Am 8. Juli 2016 wurde bekannt, dass Barroso bei der US-amerikanischen Investmentbank Goldman Sachs als Berater und „Präsident ohne Geschäftsbereich“ arbeiten wird. Er sitzt im Lenkungsausschuss der Bilderberg-Konferenz und arbeitet ehrenamtlich beim European Business Summit von Businesseurope mit.
Seit Oktober 2023 ist er Vorsitzender von Gavi, die Impfallianz, einer Stiftung und Lobbyorganisation für weltweite Impfungen.

## Politische Karriere in Portugal
Barrosos politische Karriere begann in seiner Studentenzeit, noch vor der Nelkenrevolution vom 25. April 1974. Er war einer der Parteiführer der PCTP-MRPP, einer maoistischen Partei. Er wandte sich bald davon ab und trat im Dezember 1980 der Partido Social Democrata (PSD) bei, der er bis heute angehört. Sie ist trotz ihres Namens eine konservative Partei, die im Europaparlament zur Fraktion der Europäischen Volkspartei gehört.
In seiner politischen Karriere hatte Barroso vor seiner Zeit als Ministerpräsident folgende Ämter inne:
- von 1985 bis 1987 Unterstaatssekretär im Innenministerium.
- von 1987 bis 1992 Staatssekretär für Äußeres und internationale Zusammenarbeit.
- von 1992 bis 1995 Außenminister (im Kabinett Cavaco Silva III).

Im Jahre 1990 war er als Staatssekretär die treibende Kraft hinter dem Bicesse-Abkommen, das zu einem vorübergehenden Waffenstillstand im angolanischen Bürgerkrieg zwischen der MPLA und der UNITA von Jonas Savimbi führte. Durão Barroso unterstützte auch die Unabhängigkeit Osttimors von Indonesien.
Nach der Wahlniederlage der PSD 1995 scheiterte er mit dem Versuch, Parteichef der PSD zu werden. Dies gelang ihm nach einem heftigen innerparteilichen Machtkampf erst im Jahr 1999. Die Parlamentswahl 2002 gewann seine Partei knapp vor den Sozialisten; bei der Europawahl 2004, nach Barrosos Amtszeit, kehrte sich das Stärkeverhältnis um und die regierende PSD verlor 2005 deutlich an Stimmen.
Vom 6. April 2002 bis zum 12. Juli 2004 war Barroso Premierminister Portugals. Während seiner Amtszeit unternahm er einige Schritte, die in der Bevölkerung Portugals auf Widerstand stießen, wie etwa die Unterstützung der Invasion des Iraks im Frühjahr 2003, die Privatisierung von Staatsunternehmen und starke Einschnitte in den öffentlichen Ausgaben. Barroso begründete seine Politik mit der schlechten Wirtschaftslage und des von der PS-Vorgängerregierung hinterlassenen Budgetdefizits. Als Ziel betonte er dabei die Einhaltung des Euro-Stabilitätspaktes. Barroso gelang dies in seinen beiden Amtsjahren – allerdings nur nominell: Barroso ließ staatliche Beteiligungen verkaufen, zapfte die Pensionskasse des staatseigenen Postunternehmens an und ließ künftige Steuerzahlungen an der Börse verkaufen.
In der Amtszeit Barrosos gab es mehrere Kabinettsumbildungen:
Im April 2003 traten Luís Valente de Oliveira aus Gesundheitsproblemen und Isaltino Morais wegen einer Finanzaffäre um Schweizer Konten zurück.
- Die beiden Minister seiner Regierung António Martins da Cruz und Pedro Lynce traten beide im Oktober 2003 wegen einer Korruptionsaffäre zurück.
- Die letzte Kabinettsumbildung im Mai 2004 betraf den Posten des Umweltministers, Amílcar Theias stellte sich bezüglich einer Postenbesetzung im Vorstand des staatlichen Wasserversorgers Águas de Portugal gegen Barroso und musste unter anderem deshalb auf Druck des Premierministers zurücktreten.

Barrosos Haupttätigkeitsfeld während seiner Laufbahn in Portugal lag in der Außenpolitik, wo er zeitweise auch aus der Opposition Lob erhielt. Dieses Interesse zeigte sich bereits früh und durch fast den gesamten Lebenslauf. Während seiner Zeit als Ministerpräsident Portugals trat er für eine Vertiefung der Beziehungen zwischen der EU-Kommission und der Regierung der USA ein.

## Politische Karriere in Europa

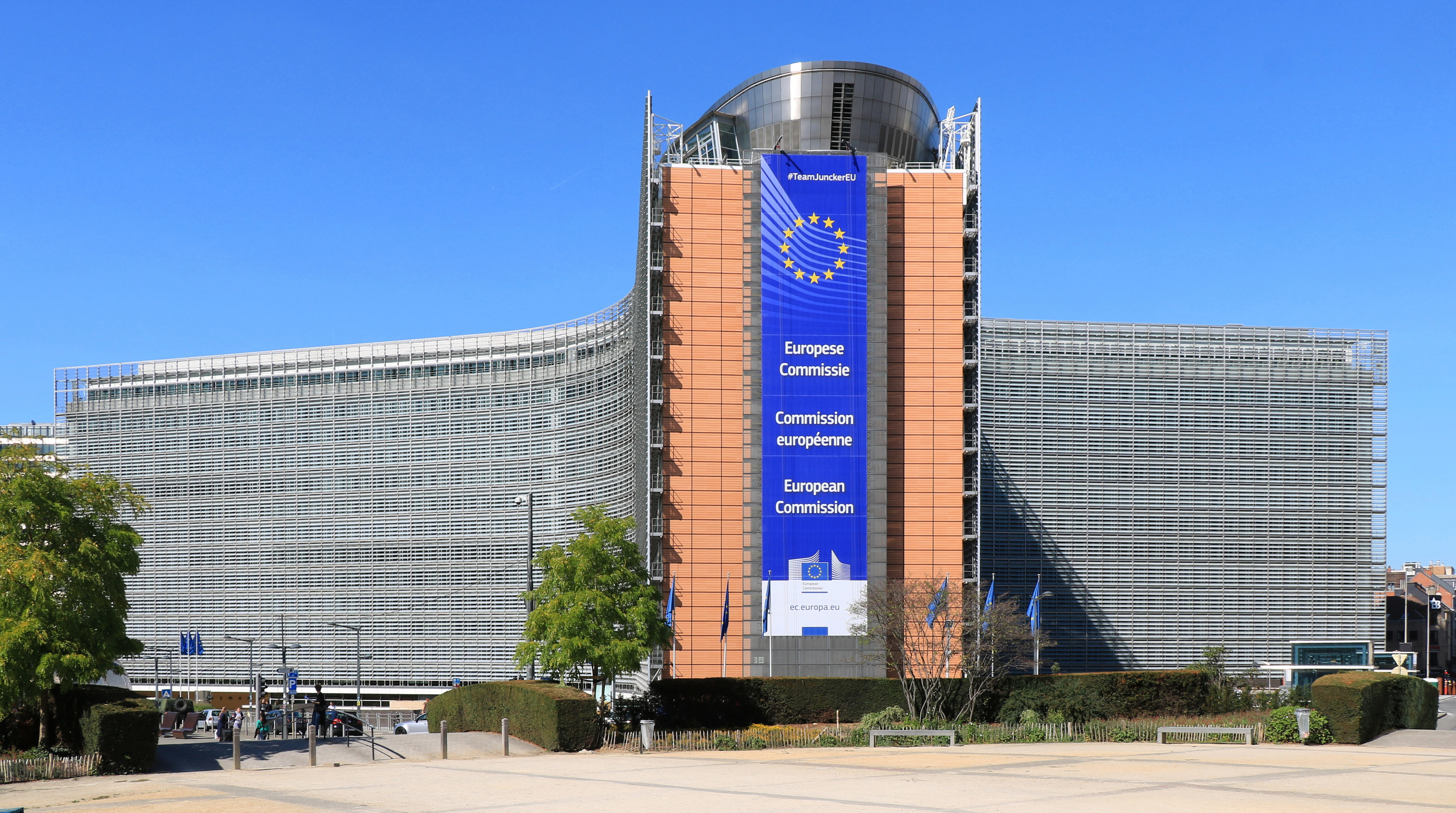
Hauptquartier der Europäischen Kommission in Brüssel (Berlaymont-Gebäude).

Als 48-Jähriger wurde der Konservative am 29. Juni 2004 vom Europäischen Rat als Kandidat für das Amt des EU-Kommissionspräsidenten nominiert und vom Europäischen Parlament am 22. Juli 2004 bestätigt, wobei 413 Abgeordnete für ihn, 251 gegen ihn und 44 mit Enthaltung stimmten sowie 24 Abgeordnete ihre Stimme nicht abgaben. Vorher waren Mitte Juni zuerst Deutschland und Frankreich mit ihrem Vorschlag des liberalen Ministerpräsidenten Belgiens Guy Verhofstadt und dann konservative Regierungschefs mit ihrem Vorschlag des Briten Chris Patten gescheitert.
Die von ihm zuerst präsentierte Kommission stieß absehbar auf nicht genügend Rückhalt im Europaparlament. Im Fokus der Ablehnung von Grünen, Sozialdemokraten und der Linken standen dabei unter anderem der geplante Kommissar Rocco Buttiglione wegen seiner Äußerungen über Homosexualität sowie die zu dem Zeitpunkt in eine Korruptionsaffäre verstrickte Ingrīda Ūdre. Die geplante Abstimmung zur Kommission wurde daraufhin auf den November verschoben. Es wurden zwei Kommissare ausgewechselt und Barroso teilte einem designierten Kommissar ein neues Ressort zu. In dieser Zusammensetzung wurde die EU-Kommission Barroso am 18. November 2004 vom Europaparlament bestätigt. 449 Volksvertreter stimmten für ihn, 149 Abgeordnete stimmten gegen ihn und 82 Abgeordnete enthielten sich.
Am 9. Juli 2009 wurde Barroso offiziell für eine zweite Amtszeit als Kommissionspräsident nominiert. Während sich die Staats- und Regierungschefs aller 27 EU-Mitgliedstaaten für eine Wiederwahl aussprachen, hatten Sozialdemokraten, Sozialisten und Grüne im Europäischen Parlament zuvor angekündigt, Barroso nicht mitzuwählen. Sie kritisierten unter anderem Barrosos Handelspolitik sowie dass durch die von ihm unterstützte Politik der Deregulierung und durch seine langsame Reaktion die Finanzkrise in Europa verschärft worden sei. Barroso hatte zwar eine Gruppe zur Aufsicht der Finanzmärkte gebildet, aber diese war laut der Kritik zu wenig unabhängig bzw. zu eng mit der Finanzlobby verwoben.
Angesichts der Kritik an Barroso wurde die Entscheidung des Europäischen Parlaments über die Kandidatur auf September 2009 verschoben. Am 16. September 2009 wurde Barroso vom Europäischen Parlament für eine zweite Amtszeit von fünf Jahren gewählt. Für Barroso stimmten 382 Abgeordnete und 219 Volksvertreter gegen ihn. Die Zahl der Enthaltungen lag bei 117.
Seitdem war seine Amtszeit geprägt von der Eurokrise. Im Zuge dessen beschloss im Mai 2010 der Europäische Rat den ,Euro-Rettungsschirm‘ und unterzeichnete im Juli 2011 den Europäischen Stabilisierungsmechanismus, der im September 2012 gegründet wurde.
Am 17. Juni 2013 verkündete Barroso zusammen mit US-Präsident Barack Obama, Präsident des Europäischen Rates Herman Van Rompuy und UK-Premierminister David Cameron auf einer Pressekonferenz am Rande eines Treffens der G8 die Aufnahme der Verhandlungen zwischen EU und USA zum Transatlantischen Freihandelsabkommen (TTIP) als „machtvolle Demonstration der Absicht, eine freie, offene und auf vereinbarten Regeln beruhende Welt zu schaffen“.
Seine Amtszeit endete am 31. Oktober 2014.
Im Sommer 2016 wurde Barroso von Goldman Sachs angestellt, um dort als Berater beim Brexit zu helfen, die Interessen des Vereinigten Königreichs gegenüber der EU durchzusetzen. Im Zusammenhang damit wurde er bei der EU zum Lobbyisten herabgestuft, der nicht mehr mit protokollarischen Ehren empfangen wird. Der damalige EU-Parlamentspräsident Martin Schulz kritisierte den Wechsel scharf. Sein Seitenwechsel veranlasste die EU-Kommission dazu, ihren Verhaltenskodex zu verschärfen.

## Ehrungen und Auszeichnungen
- 1990: Großkreuz des Verdienstordens Pro Merito Melitensi
- 1990: Großkreuz des Bundesverdienstkreuzes
- 1991: Großkreuz des Ordens des Löwen von Finnland
- 1992: Großkreuz des Ordens von Oranien-Nassau
- 1993: Großkreuz des Falkenordens
- 1993: Honorary Knight Grand Cross des Royal Victorian Order[15]
- 1994: Ix-Xirka Ġieħ ir-Repubblika
- 1994: Großkreuz des Ordens vom Kreuz des Südens
- 1994: Großkreuz des Ordens El Sol del Perú
- 1995: Großkreuz des Ouissam Alaouite
- 1996: Großkreuz des portugiesischen Christusordens
- Am 3. Juli 2008 wurde Barroso von der University of Liverpool zum Ehrendoktor ernannt.
- Als erste deutsche Universität hat ihm am 8. Mai 2009 die Technische Universität Chemnitz für seine Verdienste um die Osterweiterung der Europäischen Union die Ehrendoktorwürde verliehen.[16]
- 2002: Großkreuz des Verdienstordens der Republik Ungarn
- 2004: Großkreuz des Verdienstordens der Republik Polen
- 2009: Orden des Marienland-Kreuzes I. Klasse
- 2010: Ehrendoktorwürde der Universität Genf.[17]
- 2010: Collane des Verdienstordens Pro Merito Melitensi des Souv. Malteserordens[18]
- 2011: Steiger Award
- 2013: Europapreis Karl V. der Europäischen Akademie von Yuste
- 2014: St. Georgs Orden (Dresden)
- 2015: Orden der Freiheit (Ukraine)[19]